# Taguasco
Taguasco est une ville et une municipalité de Cuba dans la province de Sancti Spíritus.

## Géographie

### Situation
Taguasco se trouve au centre du pays, sur la côte sud de l'île de Cuba, à 359 km sud-est de La Havane et à 29 km nord-est de sa capitale de province Sancti Spiritus. 

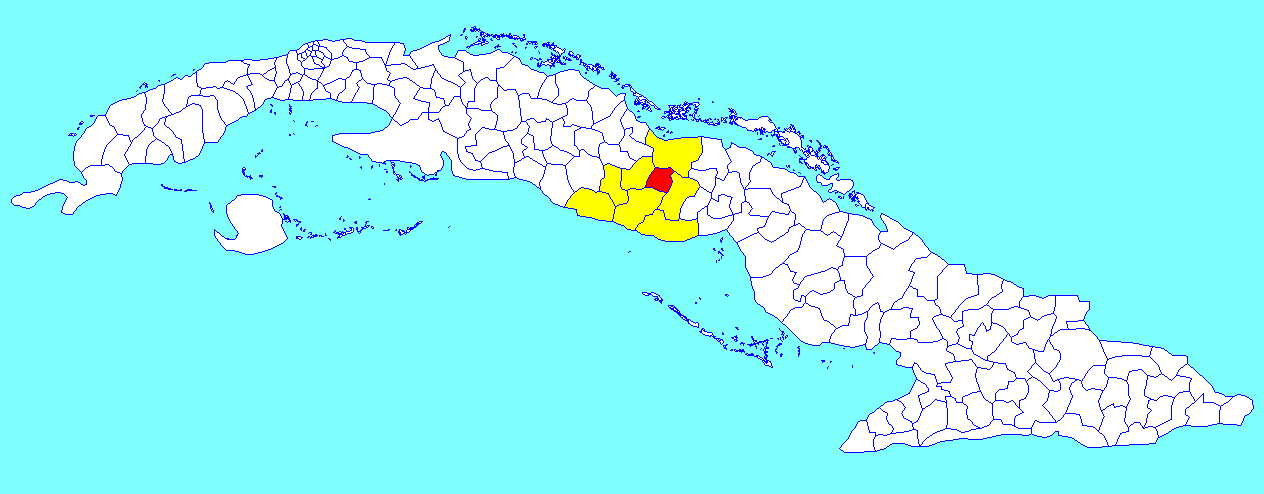
Municipalité de Taguasco dans la province de Sancti Spíritus

### Divisions administratives
La municipalité compte sept consejos populares :
- Serafín Sánchez
- Tuinucú
- Zaza del Medio
- Siguaney
- Ojo de Agua
- La Yamagua
- La Rana

## Population
En 2022 la population de la municipalité est estimée à 32 968 habitants. Pour une surface de 502,1 km2, la densité est de 65,65 habitants/km².